# Alexander-Asyl

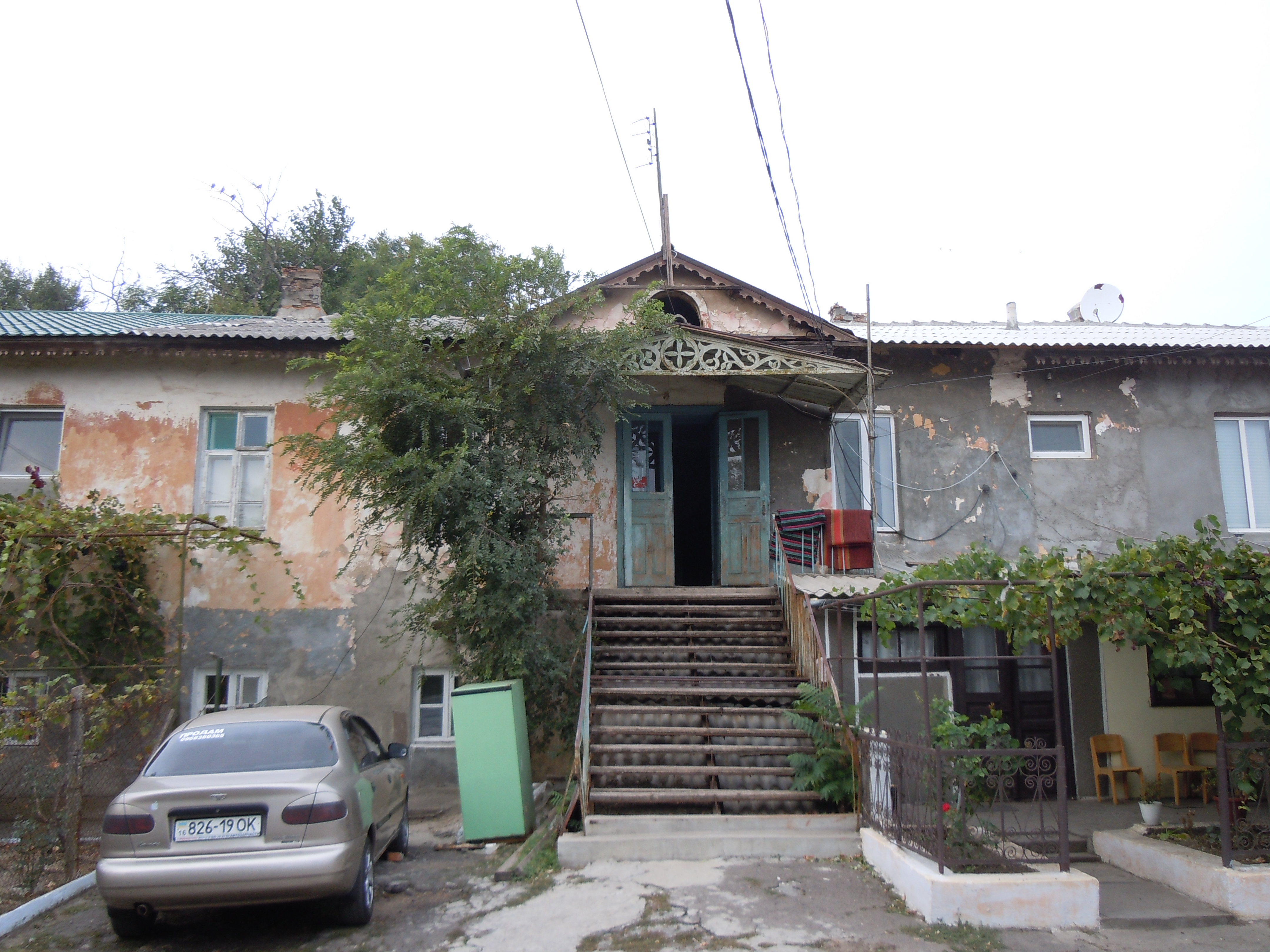
Pflegeheim Alexander–Asyl

Das Alexander-Asyl war eine 1864 in Sarata im Russischen Kaiserreich gegründete Barmherzigkeitsanstalt. Sie lag in der historischen Landschaft Bessarabien. Die Selbsthilfeeinrichtung betreute alte, kranke und behinderte Menschen sowie Waisen aus den Reihen der bessarabiendeutschen Volksgruppe. Die Namensgebung erfolgte zu Ehren des damals regierenden Zaren Alexander II.

## Beschreibung
Das Alexander-Asyl wurde von den sechs Pastoren Becker aus Hoffnungstal, Moritz Georg Busch aus Klöstitz, Gottfried Wilhelm Walker aus Alt-Elft, Georg Behning aus Sarata, Herbord Julius Bienemann aus Arzys und Rudolf Faltin aus Kischinew gegründet. Die Pflegearbeit begann 1864 zunächst in einem Privathaus in Sarata und wurde in einem 1867 neu erbauten Gebäude fortgesetzt. Die Einrichtung finanzierte sich aus der Kirchenkollekte sowie Sach- und Lebensmittelspenden deutscher Dörfer in Bessarabien.
Bereits ab 1867 wurden Kranke in einer Hospitalabteilung aufgenommen, die durch ein 1883 neu erbautes Krankenhaus erweitert wurde. 1903 kamen ein Altenheim und 1926 ein Haus für erholungsbedürftige Schwestern hinzu. In den ersten 70 Jahren des Bestehens wurden insgesamt 1200 Personen betreut und rund 26.000 Kranke gepflegt. Im Jahr 1936 war das Heim dauerhaft mit rund 120 Pfleglingen belegt. Bei der Umsiedlung der Bessarabiendeutschen im Jahr 1940 wurden die kranken und betreuten Menschen mit ins Deutsche Reich umgesiedelt, die Arbeit der Einrichtung aber ging in den Kriegswirren unter. Nach dem Zweiten Weltkrieg setzte der bessarabiendeutsche Pfarrer Albert Kern die Betreuung seiner Landsleute in einem leerstehenden kirchlichen Heim im Großerlacher Ortsteil Neufürstenhütte fort. Von 1979 bis zur Übernahme 2008 durch die Diakonie Stetten trug die Einrichtung den Namen Alexander-Stift.